# Choke-Ring-Antenne

Patentzeichnung einer Choke-Ring-Antenne

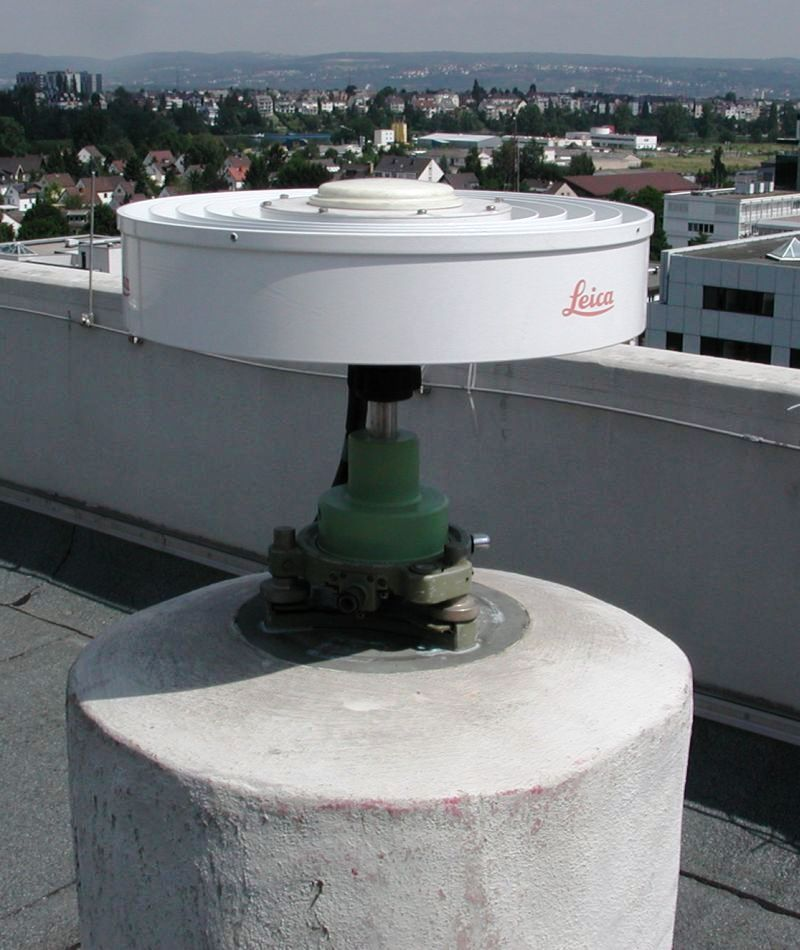
Choke-Ring-Antenne einer DGPS-Referenzstation

Eine Choke-Ring-Antenne ist eine rotationssymmetrische Antenne. Sie besteht aus einer zentralen Antenne und einer Reihe konzentrisch dazu angeordneter metallischer Zylinder die als Direktoren wirken und deren Höhe nach außen hin abnimmt. Die Bauform dieser Antenne wurde in dem Jet Propulsion Laboratory (JPL) entwickelt.
Durch ihre spezielle Bauform und Anordnung der rotationssymmetrischen Zylinder kann sie Mehrwegeempfang, also den Empfang eines Signals direkt und zusätzlich über Reflexionen, verhindern. Dadurch ist sie gut geeignet, um über die Signallaufzeit Entfernungsmessungen zum Sender durchzuführen. Deshalb nutzt man sie häufig als Empfangsantenne bei ortsfesten Referenzempfängern für Differential-GPS.